# هربرت ديك
هربرت ديك (بالإنجليزية: Herbert Dick)‏ (2 سبتمبر 1979 في زيمبابوي - ) هو لاعب كرة قدم زيمبابوي في مركز الدفاع، شارك في كأس الأمم الأفريقية 2006. وشارك مع منتخب زيمبابوي لكرة القدم. أما مع النوادي، فقد لعب مع ليغيا وارسو ونادي ديناموز وهاو ماين وHighlanders F.C. ‏ وتشيكن إن ‏ وMonomotapa United F.C. ‏ وAmazulu F.C. (Zimbabwe) ‏ وBantu Tshintsha Guluva Rovers F.C. ‏.

## وصلات خارجية
- هربرت ديك على موقع قاعدة بيانات كرة القدم.إي يو (الإنجليزية)
- هربرت ديك على موقع ناشيونال فوتبول تيمز (الإنجليزية)
- هربرت ديك على موقع Soccerway.com (الإنجليزية)